# Hans-Erich Voss
Pour les articles homonymes, voir Voss (homonymie).
Hans-Erich Voss (ou Voß) est un contre-amiral allemand de la Seconde Guerre mondiale né le 30 octobre 1897 à Angermünde et mort le 18 novembre 1969 à Berchtesgaden.
Il est l'une des dernières personnes à avoir vu Adolf Hitler et Joseph Goebbels en vie.

## Biographie

### Jeunesse
Hans-Erich Voss nait à Angermünde dans le Brandebourg le 30 octobre 1897.

### Formation militaire
Il entre dans la marine impériale allemande en 1915 et termine ses études à l'Académie navale en 1917. Il sert ensuite dans la Deutsche Marine pendant la République de Weimar et le Troisième Reich. Capitaine de vaisseau depuis 1939, il devient le commandant du croiseur Prinz Eugen en octobre 1942. Peu après, il rencontre Joseph Goebbels, ministre de la propagande du Reich, venu visiter le navire en compagnie de plusieurs journalistes. Goebbels promeut Voss au poste d'officier de liaison de la marine au quartier-général d'Hitler avec le rang de contre-amiral à compter du 1er mars 1943.

### Complot du 20 juillet 1944
Voss est présent lors du complot du 20 juillet 1944 contre Adolf Hitler. Il se trouve dans la salle de conférences de la "Tanière du Loup" en tant que représentant de la Marine alors que la bombe déposée par Claus von Stauffenberg explose,. Blessé légèrement, il reçoit plus tard l'insigne des blessés.
En tant qu'officier de liaison, il suit Hitler, Goebbels et plusieurs autres dirigeants nazis au Führerbunker alors que la bataille de Berlin fait rage au début avril 1945. Dans les derniers mois de la guerre, il devient le confident de Goebbels et sa femme, Magda. Il est au courant de leur intention de se suicider et de tuer leurs six enfants une fois que Hitler se serait lui-même donné la mort.
Le 30 avril, Voss est parmi les officiers auxquels Hitler annonce qu'il préfère se suicider plutôt que de tenter de s'échapper de Berlin, alors encerclée par l'Armée rouge. Johann Rattenhuber, l'un des gardes de Hitler, témoigna plus tard que :
« Dans le salon de Hitler, à 10 h, étaient rassemblés les généraux Burgdorf et Krebs, l'amiral Voss, le pilote personnel de Hitler, Baur, le Standartenführer Betz, Obersturmbannführer Hegel, son bras droit le Sturmbannführer Linge, Günsche et moi-même. Il vint nous voir et nous dit "J'ai choisi de quitter cette vie. Merci pour vos bons et loyaux services. Essayez de fuir de Berlin avec les troupes. Je resterai ici." Il nous a dit adieu en nous serrant la main à chacun.  »
Interrogé par des officiers soviétiques le 6 mai, Voss déclara :
« Quand Goebbels a appris que Hitler s'était suicidé, il devint très déprimé et triste et dit C’est dommage qu’un tel homme ne soit plus parmi nous. Mais on ne peut rien faire. Pour nous, tout est perdu maintenant et la seule sortie à prendre est celle que Hitler a déjà choisi. Je vais suivre son exemple. »
Voss voit Goebbels pour la dernière fois le 1er mai :
« Avant le début de la sortie en masse du bunker, environ dix généraux et officiers, moi inclus, sommes descendus dans l'abri de Goebbels pour lui dire adieu. Quand ce fut mon tour, je lui ai proposé de nous suivre. Mais il me répondit : Le capitaine ne doit pas abandonner son navire en train de couler. J'y ai pensé et j'ai choisi de rester ici. Je n'ai nulle part où aller parce que je ne réussirai pas [à m'enfuir] avec les petits enfants. »
Voss rejoignit alors le groupe dirigé par le SS-Brigadeführer Wilhelm Mohnke, qui sortit du bunker pour essayer de quitter Berlin. La plupart des membres de cette troupe furent capturés par les Soviétiques le jour même. Ce fut le cas de Voss, qui fut ramené au bunker par les Soviétiques pour être interrogé ainsi que pour identifier les cadavres partiellement calcinés de Joseph et Magda Goebbels et leurs six enfants, empoisonnés par leur mère. Le rapport soviétique relate :
« Le vice-amiral Voss, questionné sur la façon dont il avait identifié Goebbels, sa femme et leurs enfants, a expliqué qu'il avait reconnu les restes de l'ancien Reichsminister Goebbels grâce aux indices suivants : la forme de sa tête, la ligne de sa bouche, le support métallique qu'il portait à la jambe droite, son insigne doré du parti nazi, et les vestiges brûlés de son uniforme. »

### Prisonnier soviétique
Voss resta longtemps prisonnier de guerre des Soviétiques. En août 1951, il est mis en accusation par les autorités de l'URSS pour « avoir eu un poste d'importance dans la machine de guerre de Hitler et participé à une guerre d'agression, en dépit des lois et traités internationaux ». La cour martiale du district militaire de Moscou le condamne à 25 ans de prison en février 1952. Il est finalement relâché et remis aux autorités de l'Allemagne de l'Est par un décret du Praesidium du Soviet suprême de décembre 1954.

### Décès
Il décède le 18 novembre 1969 à Berchtesgaden en Bavière.

## Décorations
- Insigne des blessés (noir)
- Insigne des blessés du 20 juillet 1944 (noir, argent et or)[4]

## Sources
- (en) V. K. Vinogradov, J.F. Pogonyi et N.V. Teptzov (préf. Andrew Roberts), Hitler's death : Russia's last great secret from the files of the KGB, Londres, Chaucer, 2005, 400 p. (ISBN 978-1-904449-13-3, OCLC 474888043)
- (de) Biographie détaillée de l'amiral Hans-Erich Voss sur le Lexikon der Wehrmacht